# Annika Walter
Annika Walter (Rostock, Alemania, 5 de febrero de 1975) es una clavadista o saltadora de trampolín alemana especializada en plataforma de 10 metros, donde consiguió ser subcampeona olímpica en 1996.

## Carrera deportiva
En los Juegos Olímpicos de 1996 celebrados en Atlanta (Estados Unidos) ganó la medalla de plata en los saltos desde la plataforma de 10 metros, con una puntuación de 479 puntos, tras la china Fu Mingxia (oro con 521 puntos) y por delante de la estadounidense Mary Ellen Clark (bronce con 472 puntos).